# Kate Nelligan
Patricia Colleen "Kate" Nelligan, född 16 mars 1950 i London, Ontario, är en kanadensisk skådespelerska.

## Utmärkelser
Nelligan har bland annat vunnit ett BAFTA Award för bästa kvinnliga biroll för Frankie & Johnny 1992.

## Roller i urval
- 1973–1974 – Onedinlinjen (TV-serie) (13 avsnitt)
- 1975 – Greven av Monte Cristo
- 1975 – Tillfällig förbindelse
- 1979 – Greve Dracula
- 1981 – Nålens öga
- 1985 – Eleni
- 1991 – Frankie & Johnny
- 1991 – Tidvattnets furste
- 1992 – Skuggor och dimma
- 1994 – Wolf
- 1995 – Hur man gör ett amerikanskt lapptäcke
- 1996 – Tid att älska
- 1998 – U.S. Marshals
- 1999 – Ciderhusreglerna
- 1999 – Swing Vote
- 2007 – Ond aning
- 2008 – Eleventh Hour (TV-serie) (1 avsnitt)